# Мельниченко, Владимир Владимирович
Владимир Владимирович Мельниченко (укр. Володимир Володимирович Мельниченко; род. 11 февраля 1990, Херсон) — украинский футболист, вратарь швейцарского клуба «Шаффхаузен».

## Биография
Владимир Мельниченко родился 11 февраля 1990 года в Херсоне. В 13 лет поступил в молодёжную академию местной «Освиты». На профессиональном уровне дебютировал за ФК Сумы. Летом 2010 года перешёл в симферопольскую «Таврию», выступающую в молодёжном первенстве Украины. За два сезона отыграл 14 матчей.
В период 2012—2013 годов выступал в «Скале» и в Кристалле, где за полтора года сыграл 11 матчей. В 2013 году подписал контракт с «Макеевуглем», где регулярно получал место в основе.
Зимой 2015 года перешёл в тернопольскую «Ниву», а летом того же года стал игроком черновицкой «Буковины». За первые полгода, которые Владимир провел в составе «Буковины», он стал основным голкипером в клубе, но в итоге решил покинуть клуб в пользу грузинской «Одише 1919», отыграв за черновицкую команду 17 матчей в чемпионате и 1 матч в кубке Украины. После вылета клуба из первой лиги перешёл в цхинвальский Спартак, который также по итоге пошёл на понижение в лиге. Летом 2017 года подписал контракт с кобулетской Шукурой, отыграв за клуб 8 матчей и пропустив 15 голов. Впоследствии играл за крымские Океан и Кызылташ, и за армянские Севан и Дилижан. С 14 марта 2022 года является вратарём польской Конкордии.